# Geraniaceae
Las geraniáceas (Geraniaceae) son una familia de hierbas o subarbustos (subfruticosos en la base) del orden Geraniales. Hojas simples desde algo lobuladas hasta muy divididas, a veces peltadas, opuestas o alternas, con o sin estípulas. Flores hermafroditas, actinomorfas con tendencia a la zigomorfía; cáliz con 5 sépalos libres; corola con 5 pétalos libres; androceo con 10 estambres en 2 verticilos, a veces algunos reducidos hasta estaminodios, a veces pueden abortar 3 estambres (Pelargonium); gineceo súpero pentacarpelar, estilos soldados con estigmas libres. Flores generalmente agrupadas en cimas o en umbelas. Fruto baya esquizocarpico, con un pico estilar común, que en la madurez se separan en 5 mericarpos monospermos, germinación hipogea. Unas 700 especies de países templados y subtropicales, sobre todo de África del sur y de la región mediterránea.

## Descripción
Hierbas anuales a perennes, muy ramificadas en la base, a veces acaules. Los tallos pueden ser desde postrados hasta erectos, pubescentes. Las hojas presentan estípulas, son simples (desde lobadas a pinnatipartidas) o pinnaticompuestas (raramente bipinnatisectas). Las inflorescencias están sostenidas por pedúnculos bifloros (en ocasiones unifloros), o cimas umbeliformes terminales o axilares hasta de diez flores.
Las flores son actinomorfas y hermafroditas. El cáliz está compuesto por cinco sépalos imbricados, múticos o mucronados, desiguales: los tres mayores muy pubescentes y los otros dos glabrescentes, persistentes y algo acrescentes en el fruto. La corola está compuesta por cinco pétalos, unguiculados y caedizos. Presentan cinco nectarios que se ubican alternando con los pétalos. El androceo está formado por diez estambres dispuestos en dos ciclos, todos fértiles o el ciclo externo transformado en estaminodios; los filamentos son anchos, raramente connados en la base; las anteras son versátiles. El gineceo es de ovario súpero, formado por cinco carpelos unidos entre sí que delimitan cinco lóculos. Dentro de cada lóculo se hallan dos óvulos anátropos y péndulos. Presentan cinco estilos unidos entre sí por el ápice, las ramas estigmáticas son filiformes. El fruto es esquizocárpico y se denomina regma. A la madurez se separa en cinco mericarpos cada uno con una semilla y adherido a los estilos que se arquean o enrollan. Las semillas son exendospermadas, el embrión curvo y los cotiledones son peciolados, foliáceos.
Etimología: Del griego géranos (γέρανος), grulla, debido al parecido de los frutos de las plantas de esta familia, en especial los de las especies del género Geranium, con la cabeza y el pico de esta ave.
- Erodium, alfiler, A 5+5', separación de los merocarpos del ápice a la base.
- Geranium, geranio silvestre, ruderales y arvenses, A 5+5, separación de los merocarpos de la base al ápice.
- Pelargonium, A 7, 4 pétalos, geranio de jardín.

## Taxonomía
La familia fue descrita por Antoine-Laurent de Jussieu y publicado en Genera Plantarum 268. 1789 El género tipo es: Geranium L.
Comprende 7 géneros aceptados y otros 22 pendientes de ser aceptados.
Géneros aceptados
- California
- Erodium
- Geranium
- Hypseocharis
- Monsonia
- Pelargonium
- Sarcocaulon

Géneros pendientes de aceptar
- Aulacostigma
- Campylia
- Ciconium
- Cortusina
- Dimacria
- Eumorpha
- Geraniospermum
- Hoarea
- Hyperum
- Isopetalum
- Jenkinsonia
- Linostigma
- Myrrhidium
- Olopetalum
- Otidia
- Pelargonion
- Peristera
- Phymatanthus
- Polyactium
- Polyschisma
- Robertium
- Seymouria